# Curt Nicolin-priset
Curt Nicolin-priset är ett pris till minne av företagsledaren Curt Nicolin. Nicolin-priset delas sedan 2006 ut av Svenskt Näringsliv till en eller flera personer som i samhällsdebatten gjort framstående insatser i Curt Nicolins anda.
Priset består av ett diplom och en penningsumma på 50 000 kronor.

## Pristagare
- 2006 Johan Norberg
- 2007 Ronald Fagerfjäll
- 2008 Magnus Henrekson
- 2009 Per T Ohlsson
- 2010 Anders Johnson
- 2011 Janerik Larsson
- 2012 P.J. Anders Linder
- 2013 Tove Lifvendahl
- 2014 Alexander Husebye
- 2015 Dan Olofsson
- 2016 Antonia Ax:son Johnson
- 2017 Christina Wahlström[2]
- 2018 Rune Andersson[3]
- 2019
- 2020
- 2021 Jacob Wallenberg[4]
- 2022
- 2023